# Иверсен, Тронд
Тронд Иверсен (норв. Trond Iversen; род. 22 марта 1976 года, Драммен) — норвежский лыжник, победитель Кубка мира сезона 2001/02 в зачёте спринтерских гонок. Выступал исключительно в спринтерских гонках.
В Кубке мира Иверсен дебютировал в 2000 году, в январе 2002 года одержала первую победу на этапе Кубка мира. Всего имеет на своём счету 3 победы на этапах Кубка мира, 2 в личном спринте и 1 в командном. Лучшим достижением Иверсена в общем итоговом зачёте Кубка мира является 12-е место в сезоне 2001/02, в том же сезоне он стал первым в зачёте спринтерского Кубка мира.
На Олимпийских играх 2002 года в Солт-Лейк-Сити занял 6-е место в коньковом спринте.
На Олимпийских играх 2006 года в Турине вновь выступал лишь в коньковом спринте, но на этот раз остался лишь 17-м.
На чемпионате мира 2005 года в Оберстдорфе занял 9-е место в спринте классическим стилем.
Выступал на лыжах производства фирмы Fischer